# 花82線
花82線（豐南－縣界），起點花蓮縣富里鄉豐南村，終點花蓮縣台東縣縣界。起點於富里鄉聖家天主堂處銜接台23線，終點於富里鄉豐南村西南處之花蓮縣台東縣縣界與東4線鄉道相接，全長3.795公里，全線禁行甲、乙類大客車。

## 路線特色
途經豐南社區稻田區，東邊銜接台23線，西邊銜接東4線往池上大坡池。

## 路線地名
- 富里鄉：豐南村聖家天主堂處（接台23線）[10]→鼈溪（池豐大橋）→臭水溝→臭水東溝→永豐圳四支二分→池豐橋→豐南二號橋→臭水溝頭→六和緣生態生活化農場→花蓮台東縣界（接東4線）[11]

## 外部連結
- 永豐山區八旬阿嬤失蹤 員警緊急上山協尋平安歸來 花蓮縣警察局玉里分局Facebook粉絲專頁